# Haciendo tenis 2011
L'Haciendo tenis 2011 è stato un torneo di tennis facente parte della categoria ITF Women's Circuit nell'ambito dell'ITF Women's Circuit 2011. Il torneo si è giocato a Buenos Aires in Argentina dal 28 marzo al 3 aprile 2011 su campi in terra rossa e aveva un montepremi di $25,000.

## Vincitori

### Singolare
Patricia Mayr-Achleitner ha battuto in finale  Florencia Molinero con il punteggio di 0–6, 6–2, 6–2

### Doppio
María Fernanda Álvarez Terán /  Paula Ormaechea hanno battuto in finale  María Irigoyen /  Florencia Molinero con il punteggio di 4–6, 7–5, [10-4]